# Dositejeva (Bělehrad)
Dositejeva (srbsky Доситејева) je ulice v hlavním městě Srbska, v Bělehradu. Nachází se v centru města, spojuje Náměstí republiky s místní části Dorćol v tzv. Dunajském amfiteátru. 
Ulice je pojmenována podle Dositeje Obradoviće, srbského literáta.

## Historie
Ulice vznikla po zbourání městského opevnění na dunajském svahu města. Nacházela se právě v prostoru hradeb (v jižní části), v části severní potom vznikla na místě původních svahů. Dokončena byla do roku 1872, kdy byla také pojmenována současným názvem a ten si uchovala po celou dobu své existence.

## Doprava
Jedná se o klidnou městskou třídu, která je doplněna stromořadím po celé své délce.

## Významné objekty
- Národní galerie Bělehrad
- (dnes zbouraná) budova společnosti Jugodrvo
- Chrám svatého Alexandra Něvského
- Velvyslanectví Slovinska